# Alton (Iowa)
Alton je město v okrese Sioux County ve státě Iowa ve Spojených státech amerických. V roce 2020 zde žilo 1 248 obyvatel a s celkovou rozlohou 4,8 km² byla hustota zalidnění 261 obyvatel na km².

## Demografie

### Sčítání 2020
Podle sčítání lidu Spojených států amerických v roce 2020 zde žilo 1 248 obyvatel.

#### Rasové složení
- 88,9 % bílí Američané
- 1,9 % Afroameričané
- 0,8 % Indiáni
- 0,5 % asijští Američané
- 3,1 % jiná rasa
- 4,7 % dvě nebo více ras

Obyvatelé hispánského nebo latinskoamerického původu, bez ohledu na rasu, tvořili už 6,5 % populace.

### Sčítání 2010
Podle sčítání lidu Spojených států amerických v roce 2010 byl počet obyvatel 1 216.

#### Rasové složení
- 95,9 % bílí Američané
- 0,7 % Afroameričané
- 0,3 % Indiáni
- 0,7 % asijští Američané
- 1,6 % jiná rasa
- 0,8 % dvě nebo více ras

Obyvatelé hispánského nebo latinskoamerického původu, bez ohledu na rasu, tvořili 4,7 % populace.